# Pristimantis terraebolivaris
Pristimantis terraebolivaris — вид земноводних з роду Pristimantis родини Craugastoridae.

## Опис
За своєю будовою схожа на інші види. Відрізняється більшими очима, майже трикутною мордою з піднятою шкірою на кшталт гребінців. Забарвлення спини світло-коричневе або червонувато-коричневе. Під оком проходить широка бежева смуга. Черево дещо світліше за спину.

## Спосіб життя
Полюбляє вологі тропічні та млисті гірські ліси. Зустрічається на висоті від 300 до 1200 м над рівнем моря. Тримається на шляхах по краю ліса або у деревних завалах. Активна вночі. Живиться дрібними безхребетними, за якими полює у траві.
Самиця відкладає яйця на землі, серед листя. Внаслідок прямого розвитку в яйцях, з них виходять сформовані жабенята.

## Розповсюдження
Мешкає на Венесуельському Прибережному хребті.